# コブギ
コブギは韓国の3人組グループ。2002年、1集Go! Boogie!でデビュー。
2008年9月4日、正式に解散を発表。

## メンバー
- タートルマン（터틀맨）（本名:イム・ソンフン、임성훈）- ラップ（2008年4月2日心筋梗塞で死去）
- Z-E（지이）（本名:イ・ジヒ、이지이(李祉易)）ラップ
- クムビ（금비）（本名:ソン・ヨノク、손연옥）-　ボーカル

## ディスコグラフィ
- 1集-Go! Boogie! (2001年)
- 2集-Turtles 2 (2003年)
- 3集-Turtles 3 (2004年)
- 4集-Buy Turtles (2006年)